# Jüdischer Friedhof Wallertheim

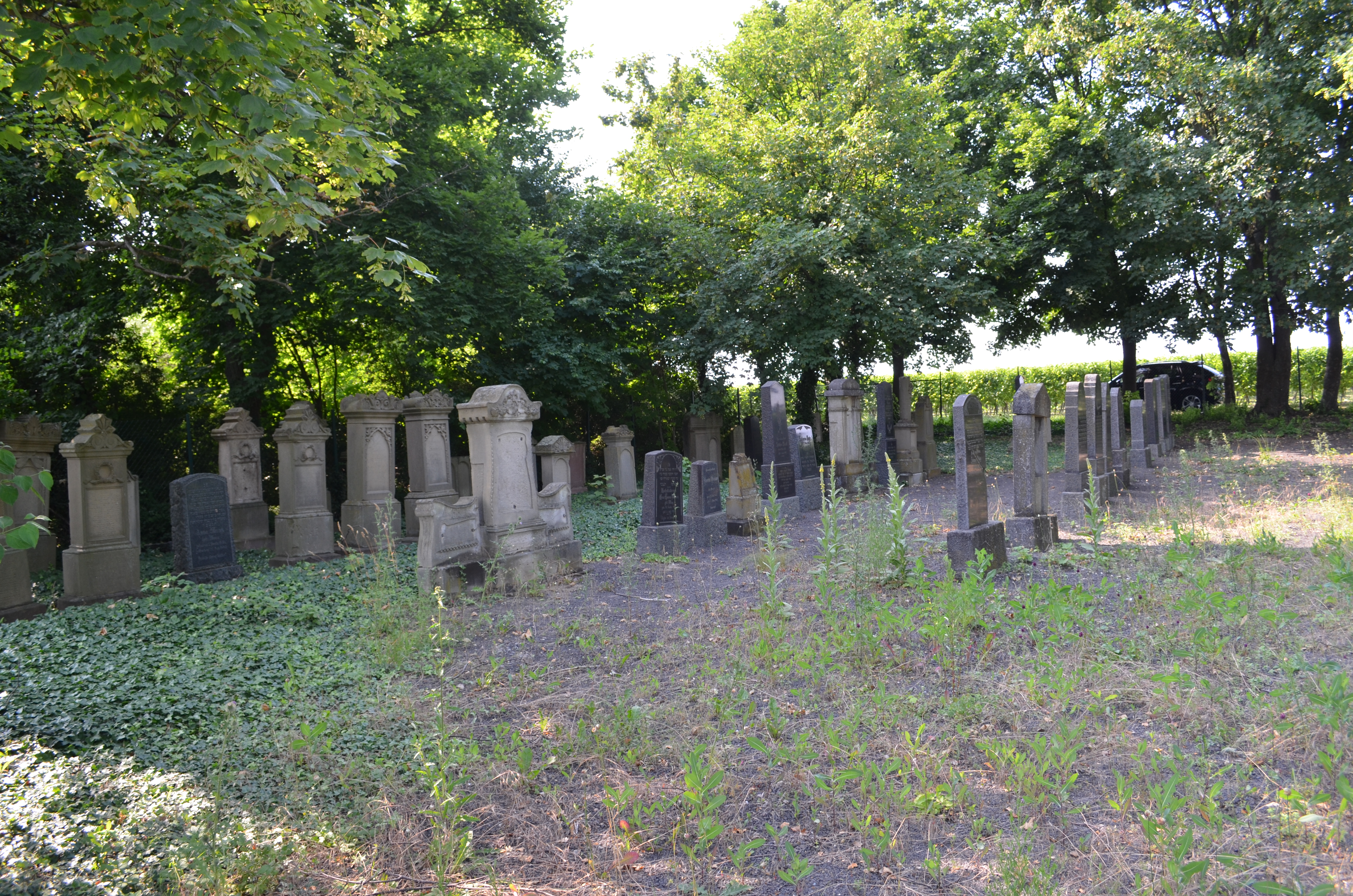
Ansicht des Friedhofs

Der Jüdische Friedhof Wallertheim ist ein jüdischer Friedhof in der Ortsgemeinde Wallertheim im Landkreis Alzey-Worms in Rheinland-Pfalz. Der Friedhof an der Wörrstädter Straße, von Wallertheim kommend circa 300 Meter nach dem Ortsausgang auf der linken Straßenseite, steht als schützenswertes Kulturdenkmal unter Denkmalschutz.

## Geschichte
Ein jüdischer Friedhof wurde in Wallertheim bereits um 1690 angelegt. Er wurde um 1765 erweitert und nach der Anlage des neuen Friedhofs etwa 1840 geschlossen. In der Zeit des Nationalsozialismus wurde der Friedhof 1940 zerstört und abgeräumt. Dieser ehemalige Friedhof am Judensand wurde zunächst in Ackerland umgewandelt, lag dann aber jahrzehntelang brach. Die Pläne zur Bebauung des Areals führten zu einem Streit wegen Störung der Totenruhe. Im Mai 2014 lehnte das Oberverwaltungsgericht Rheinland-Pfalz in Koblenz eine Bebauung des Friedhofsgrundstückes auf Grund der in den Gesetzen des Judentums verankerten ewigen Totenruhe ab.
Der neue Friedhof wurde um 1840 angelegt und bis in die 1930er Jahre belegt. Die Friedhofsfläche beträgt 8,24 ar. Heute sind noch etwa 40 Grabsteine vorhanden.